# Sarbanissa subalba
Sarbanissa subalba är en fjärilsart som beskrevs av John Henry Leech 1890. Sarbanissa subalba ingår i släktet Sarbanissa och familjen nattflyn. Inga underarter finns listade.